# Los Reartes
Los Reartes es una comuna situada en el departamento Calamuchita, provincia de Córdoba, Argentina.

## Turismo
Es una localidad netamente turística, debido a su ubicación serrana y sus ríos, pero la principal atracción es la capilla que data de 1815. Esta es una de la más antiguas del valle. 
En cuanto a infraestructura turística, en la localidad existen varios complejos de cabañas y chalets de fin de semana.
Las fiesta patronales se celebran los días 25 de mayo.

## Geografía
Se encuentra en el Valle de Calamuchita, pocos km al sur del Dique Los Molinos y a 9 km al norte de la localidad de Villa General Belgrano y a 66 km de la Ciudad de Córdoba, comunicada por ruta pavimentada, la provincial N.º 5.
El último censo nacional de población computó 1426 habitantes (Indec, 2010). También en este censo se contaron 420 hogares, lo que refleja su importancia turística.
El censo provincial de población 2008, que incluye la población rural, registró 1393 habitantes, un 162,83 % más que en el anterior censo provincial de 1996, cuando tenía 530 moradores. Asimismo indica que la población viene creciendo a un ritmo del 13,57% anual.
| Gráfica de evolución demográfica de Los Reartes entre 2010 y 2022 |
|                                                                   |
| Fuente: Censos nacionales del INDEC                               |

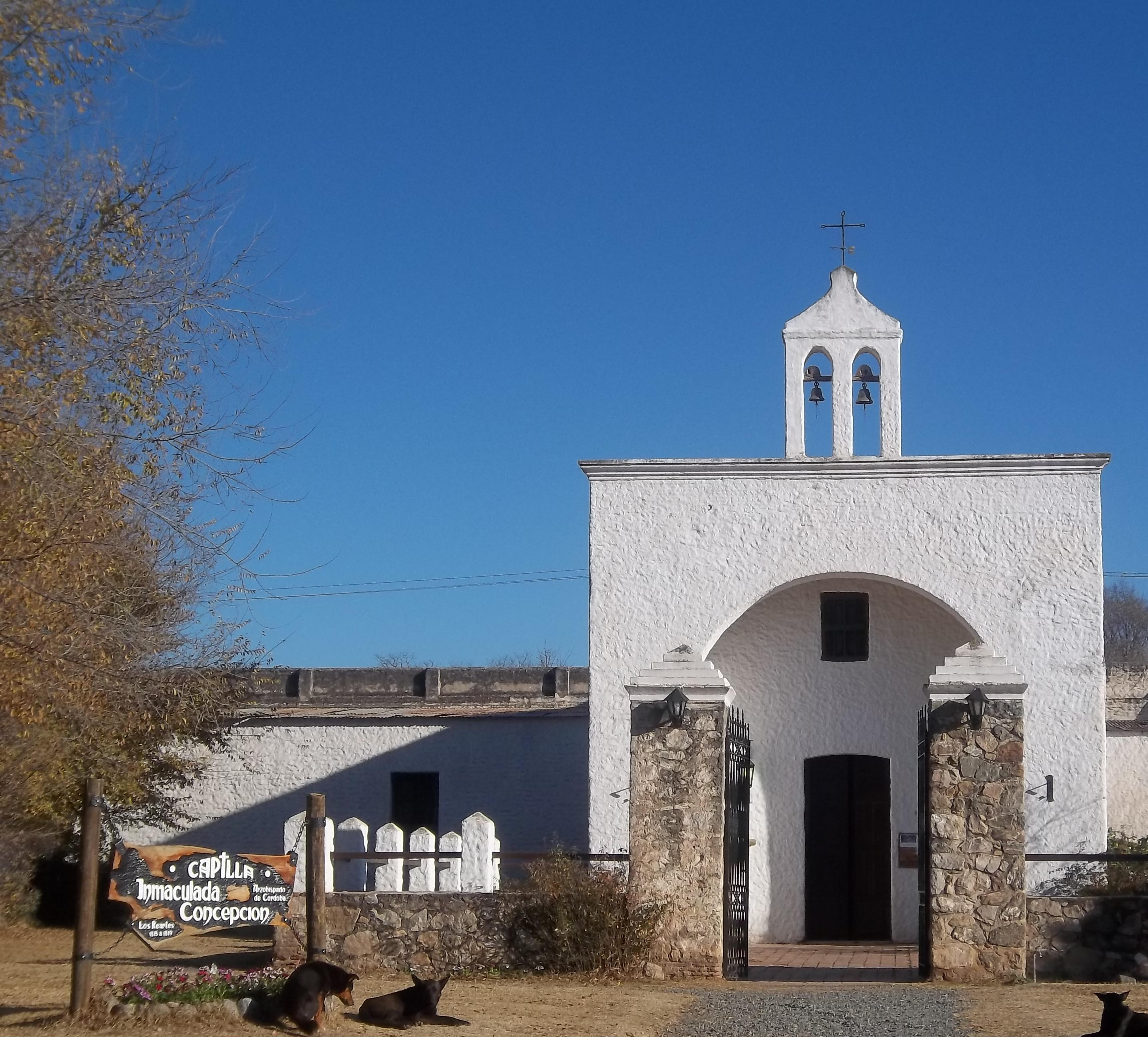
Capilla Inmaculada Concepción